# プリンス・ジョージ (戦列艦・2代)
| 第一次ウェサン島の海戦でのプリンス・ジョージ(中央左) | |
| 艦歴                                                 | |
| 発注:                                                | 1766年6月11日 |
| 建造:                                                | チャタム工廠 |
| 進水:                                                | 1772年8月31日 |
| その後:                                              | 1839年解体 |
| 性能諸元                                             | |
| 全長:                                                | バーフラー級2等戦列艦 |
| 全長:                                                | 砲列甲板：177ft 6in (54.1m) 竜骨：144ft 0.75in (43.9m) |
| 全幅:                                                | 50ft 3in (15.3m) |
| 喫水:                                                | 21ft (6.4m) |
| 機関:                                                | 帆走（3本マストシップ） |
| 乗員:                                                | 750名 |
| 兵装:                                                | 90門： 上砲列：12ポンド（5kg）砲30門 中砲列：18ポンド（8kg）砲30門 下砲列：32ポンド（15kg）砲28門 艦首楼：9ポンド（4kg）砲2門 98門: 上砲列：12ポンド（5kg）砲30門 中砲列：18ポンド（8kg）砲30門 下砲列：32ポンド（15kg）砲28門 後甲板：12ポンド（5kg）砲8門 艦首楼：9ポンド（4kg）砲2門 |

プリンス・ジョージ(HMS Prince George)はイギリス海軍のバーフラー級90門2等戦列艦。1772年にチャタム工廠で進水した。

## 参加海戦
- サン・ビセンテ岬の月光の海戦
- セインツの海戦
- グロワ島の海戦
- サン・ビセンテ岬の海戦